# Jean Ier de Brandebourg
Jean Ier, né vers 1213 et mort le 4 avril 1266, est un prince de la maison d'Ascanie, fils aîné du margrave Albert II de Brandebourg. Il règne de façon collégiale en tant que margrave de Brandebourg avec son frère cadet Othon III « le Pieux » de 1220 à sa mort. 
Leur règne est consacré à la colonisation germanique des anciens territoires slaves, notamment les plateaux de Teltow et de Barnim, les confins d'Uckermark et le fief de Stargard, ainsi que le pays de Lebus s'étendant aux premiers endroits sur la rive est du fleuve Oder (la future Nouvelle-Marche). Résidant à Spandau, ils fondent également plusieurs villes. C'est de cette époque que date la première mention documentale de Cölln (1237) et de Berlin (1244).

## Biographie
Jean est le fils aîné d'Albert II (v.1176-1220), margrave de Brandebourg depuis 1205, et de son épouse Mathilde (morte en 1225), fille du margrave Conrad II de Lusace, issue de la maison de Wettin. À la mort de leur père, le 25 février 1220, Jean et son frère cadet Othon (1215-1267) sont encore mineurs ; l'empereur Frédéric II charge l'archevêque Albert de Magdebourg et le prince Henri d'Anhalt, cousin d'Albert II, de leur garde. 

### Politique impériale
Même pendant leur minorité, les jeunes margraves doivent repousser des attaques de leur parent ascanien le duc Albert de Saxe, frère cadet d'Henri. Après la mort de leur mère en 1225, les frères exercent la suprématie intégrale sur la marche de Brandebourg, fondée par leur arrière-grand-père Albert Ier « l'Ours » en 1157. 
Ils parviennent à asseoir durablement le poids politique et le rayonnement du Brandebourg dans le Saint-Empire : à la mort de leur beau-frère Henri de Brunswick en 1227, prince de la  puissante dynastie des Welf, ils soutiennent la succession de son neveu Othon l'Enfant en Brunswick-Lunebourg. En 1235, les margraves ainsi que leurs adversaires et alliés participent à la diète de Mayence où l'empereur Frédéric II proclame ses capitulations impériales.
Plus tard, pendant le Grand Interrègne, à la suite des affrontements entre Conrad IV de Hohenstaufen, fils de Fréderic II, et l'antiroi Henri le Raspon, ils soutiennent la succession de Guillaume de Hollande. Après la mort de Guillaume en 1256, la puissance de Brandebourg permet au frère de Jean, Othon III, de briguer la couronne impériale. L'année suivante, les frères prennent part à l'élection d'Alphonse de Castille ; l'électorat de Brandebourg est confirmé par la Bulle d'or cent ans plus tard.

### Colonisation

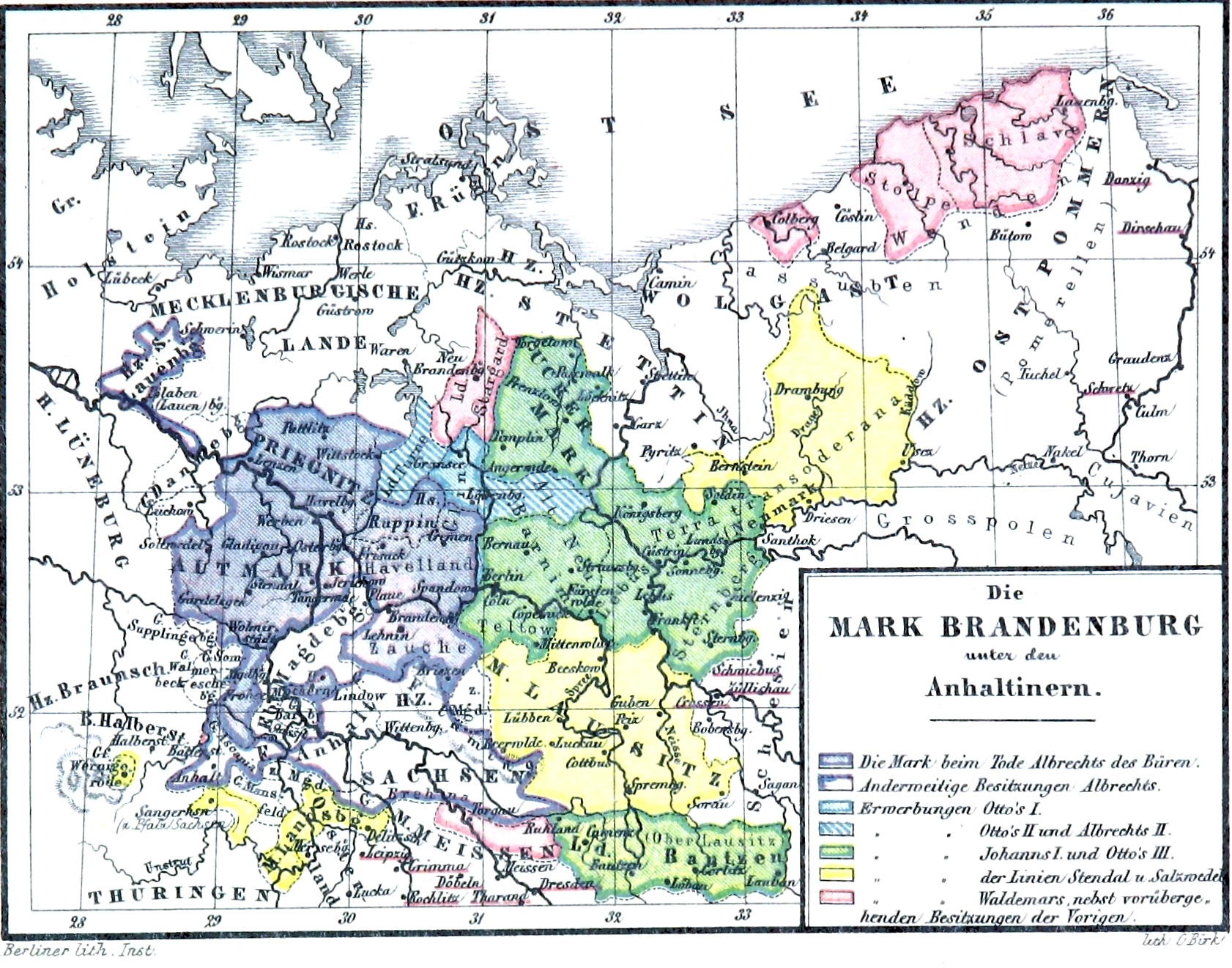
La marche de Brandebourg sous le règne des Ascaniens ; les acquisitions de Jean et Othon III en vert.

Le règne des deux margraves est marqué par la colonisation des territoires de l'Est, qui rattache au Saint-Empire les derniers régions de l'ancienne marche du Nord jusqu'aux confins du royaume de Pologne qui à ce temps subit une période de « démembrement territorial » sous le règne de la maison Piast. C'est ainsi qu'ils fondent plusieurs bourgs, se consacrant particulièrement au développement des deux villes jumelles de Cölln et Berlin dans la vallée proglaciaire de la Sprée. Ils font de la forteresse des Ascaniens, édifiée sur la colline voisine de Spandau, leur résidence favorite. 
En 1236, les margraves obtiennent la seigneurie de Stargard avec les domaines de Beseritz et Wustrow des mains du duc Warcisław III de Poméranie. En 1245, après de longs et pénibles conflits, ils conquièrent les forteresses de Köpenick, située à la confluence de la Sprée et de la Dahme, et de Mittenwalde, anciennes propriétés des Wettin, souverains de la marche de Lusace au sud. Les frères peuvent également acquérir la région de l'Uckermark par un accord avec le duc poméranien Barnim Ier signé en 1250.
À partir de 1249, les margraves ont acquis des premières parties du pays de Lebus (terra lubucensis) dans l'Est, initialement sous la domination des ducs de Silésie. En 1253, Jean concède des droits urbains à Francfort-sur-l'Oder ; quatre ans plus tard, il fonde la ville de Landsberg au bord de la Warta face à la forteresse polonaise de Santok. En 1261, Jean et Othon rachètent aux Templiers la ville de Soldin qui devient le chef-lieu de la Nouvelle-Marche au-delà de l'Oder (terra transoderana). Néanmoins, l'extension envisagée de leurs territoires jusqu'à la côte Baltique en Poméranie n'aboutit pas. 

### Règlement de succession

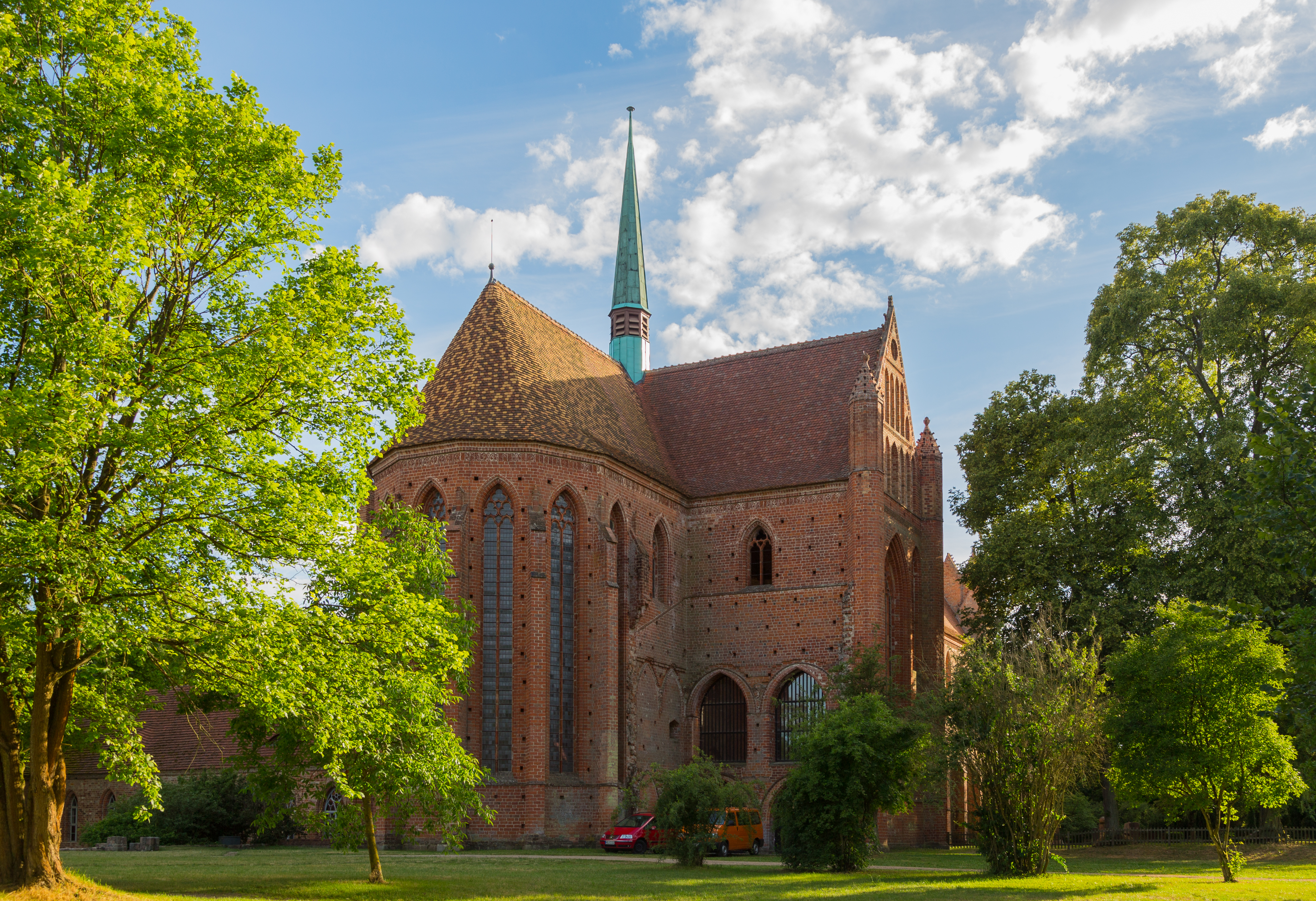
Église de Chorin.

Vers l'an 1258, à la suite du mariage de Jean avec Jutta (Brigitte), fille du duc Albert de Saxe, les frères décident d'un commun accord de partager la marche de Brandebourg entre leurs deux lignées, la lignée johannique et la lignée othonienne. Jean et ses descendants reçoivent les territoires de l'Altmark autour de Stendal, le pays de la Havel et l'Uckermark, alors qu'Othon possède les forteresses de Brandebourg-sur-la-Havel, Spandau et Salzwedel, ainsi que les pays de Barnim, Lebus et Stargard. En même temps, les margraves fondent le monastère cistercien de Chorin sous le nom de Mariensee puisque le monastère maternel de Lehnin, tombeau ancestral des margraves de la maison d'Ascanie, échoit désormais à la lignée othonienne. À l'extinction de cette dernière lignée, en 1317, les deux fiefs ascaniens sont réunifiés sous la couronne du petit-fils de Jean Ier, le margrave Valdemar de Brandebourg.
Le pape Clément IV songe à confier à Jean de Brandebourg la direction de la croisade en préparation, quand celui-ci meurt le 4 avril 1266. À la mort de Jean, son frère Othon III assuma seul le gouvernement du Brandebourg en 1266 ; toutefois, il lui-même meurt en 1267 et le fils aîné de Jean Ier, à savoir Othon mit dem Pfeil (« à la Flèche »), devient margrave sous le nom de Othon IV.

## Mariages et descendance
Jean Ier épouse en premières noces la princesse Sophie de Danemark (1217–1247), fille du roi Valdemar II de Danemark et de Bérengère de Portugal, en 1230, dont :

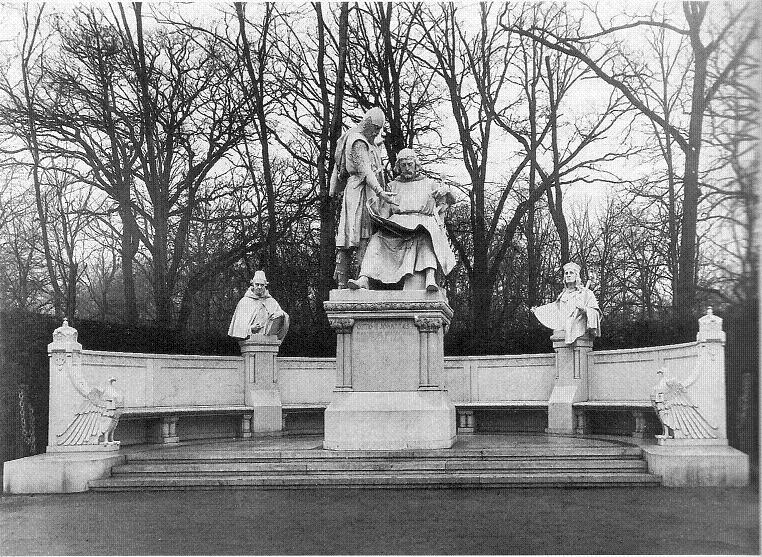
Le groupe sculptural de l'Allée des victoires s'orne de la double statue en pied des margraves-frères Jean Ier et Othon III. Les personnages secondaires sont le prieur Siméon de Cölln (à gauche), et l'écoutète Marsile de Berlin (à droite).

- Jean II (1237(?)–1281), corégent de la marche de Brandebourg
- Othon IV « à la Flèche » (v.1238–1308), margrave de Brandebourg
- Conrad Ier (v.1240–1304), corégent de la marche de Brandebourg
- Éric (v.1242–1295), archevêque de Magdebourg de 1283 à 1295
- Hélène (1241/42–1304), qui épousa le margrave Thierry de Landsberg, (1242–1285) en 1258
- Hermann (?–1291), fait évêque d'Havelberg en 1290.

Après la mort de Sophie de Danemark, Jean Ier se remarie en 1255 avec Jutta (Brigitte) († 1266), fille du duc Albert Ier de Saxe et de sa première épouse Agnès d'Autriche (bg), dont :
- Agnès (ap.1255–1304), qui épousa le roi Éric V Glipping de Danemark en 1273, puis le comte Gérard II de Holstein-Plön en 1293;
- Henri Ier Sans Terre (1256–1318), margrave de Landsberg en 1291
- Mathilde († avant 1309), qui épousa le duc Bogusław IV de Poméranie
- Albert (v.1258–1290).

Jean Ier retient prisonnier le roi danois Éric V de 1261 à 1264. Ce dernier épouse sa fille Agnès en 1273.